# ريتشارد بور
ريتشارد بور (بالإنجليزية: Richard Burr)‏ هو سياسي أمريكي، ولد في 30 نوفمبر 1955 في شارلوتسفيل في الولايات المتحدة. حزبياً، نشط في الحزب الجمهوري.

## مناصب
- في انتخابات مجلس النواب الأمريكي 1994 [الإنجليزية]‏، انتخب عضو مجلس النواب الأمريكي عن دائرة North Carolina's 5th congressional district [الإنجليزية]‏ وقد انضم خلال فترته النيابية [الإنجليزية]‏ (4 يناير 1995 – 3 يناير 1997) للكتلة البرلمانية الحزب الجمهوري.
- في انتخابات مجلس النواب الأمريكي 1996 [الإنجليزية]‏، انتخب عضو مجلس النواب الأمريكي عن دائرة North Carolina's 5th congressional district [الإنجليزية]‏ وقد انضم خلال فترته النيابية [الإنجليزية]‏ (7 يناير 1997 – 3 يناير 1999) للكتلة البرلمانية الحزب الجمهوري.
- في انتخابات مجلس النواب الأمريكي 1998 [الإنجليزية]‏، انتخب عضو مجلس النواب الأمريكي عن دائرة North Carolina's 5th congressional district [الإنجليزية]‏ وقد انضم خلال فترته النيابية (6 يناير 1999 – 3 يناير 2001) للكتلة البرلمانية الحزب الجمهوري.
- في انتخابات مجلس النواب الأمريكي 2000 [الإنجليزية]‏، انتخب عضو مجلس النواب الأمريكي عن دائرة North Carolina's 5th congressional district [الإنجليزية]‏ وقد انضم خلال فترته النيابية [الإنجليزية]‏ (3 يناير 2001 – 3 يناير 2003) للكتلة البرلمانية الحزب الجمهوري.
- في انتخابات مجلس النواب الأمريكي 2002 [الإنجليزية]‏، انتخب عضو مجلس النواب الأمريكي عن دائرة North Carolina's 5th congressional district [الإنجليزية]‏ وقد انضم خلال فترته النيابية [الإنجليزية]‏ (7 يناير 2003 – 3 يناير 2005) للكتلة البرلمانية الحزب الجمهوري.
- في انتخابات مجلس الشيوخ في الولايات المتحدة 2004 [الإنجليزية]‏، انتخب عضو مجلس الشيوخ الأمريكي عن دائرة North Carolina ‏ وقد انضم خلال فترته النيابية [الإنجليزية]‏ (4 يناير 2005 – 3 يناير 2007) للكتلة البرلمانية الحزب الجمهوري.
- في انتخابات مجلس الشيوخ في الولايات المتحدة 2004 [الإنجليزية]‏، انتخب عضو مجلس الشيوخ الأمريكي عن دائرة North Carolina ‏ وقد انضم خلال فترته النيابية [الإنجليزية]‏ (3 يناير 2007 – 3 يناير 2009) للكتلة البرلمانية الحزب الجمهوري.
- في انتخابات مجلس الشيوخ في الولايات المتحدة 2004 [الإنجليزية]‏، انتخب عضو مجلس الشيوخ الأمريكي عن دائرة North Carolina ‏ وقد انضم خلال فترته النيابية [الإنجليزية]‏ (3 يناير 2009 – 3 يناير 2011) للكتلة البرلمانية الحزب الجمهوري.
- في انتخابات مجلس الشيوخ في الولايات المتحدة 2010 [الإنجليزية]‏، انتخب عضو مجلس الشيوخ الأمريكي عن دائرة North Carolina ‏ وقد انضم خلال فترته النيابية [الإنجليزية]‏ (5 يناير 2011 – 3 يناير 2013) للكتلة البرلمانية الحزب الجمهوري.
- في انتخابات مجلس الشيوخ في الولايات المتحدة 2010 [الإنجليزية]‏، انتخب عضو مجلس الشيوخ الأمريكي عن دائرة North Carolina ‏ وقد انضم خلال فترته النيابية (3 يناير 2013 – 3 يناير 2015) للكتلة البرلمانية الحزب الجمهوري.
- في انتخابات مجلس الشيوخ في الولايات المتحدة 2010 [الإنجليزية]‏، انتخب عضو مجلس الشيوخ الأمريكي عن دائرة North Carolina ‏ وقد انضم خلال فترته النيابية [الإنجليزية]‏ (3 يناير 2015 – 3 يناير 2017) للكتلة البرلمانية الحزب الجمهوري.
- في انتخابات مجلس الشيوخ في الولايات المتحدة 2016 [الإنجليزية]‏، انتخب عضو مجلس الشيوخ الأمريكي عن دائرة North Carolina ‏ وقد انضم خلال فترته النيابية [الإنجليزية]‏ (3 يناير 2017 – 3 يناير 2019) للكتلة البرلمانية الحزب الجمهوري.
- انتخب عضو مجلس النواب الأمريكي عن دائرة North Carolina's 5th congressional district [الإنجليزية]‏ (3 يناير 1995 – 3 يناير 2005).
- انتخب عضو مجلس الشيوخ الأمريكي عن دائرة كارولاينا الشمالية (3 يناير 2005 – ).